# Тверской речной вокзал

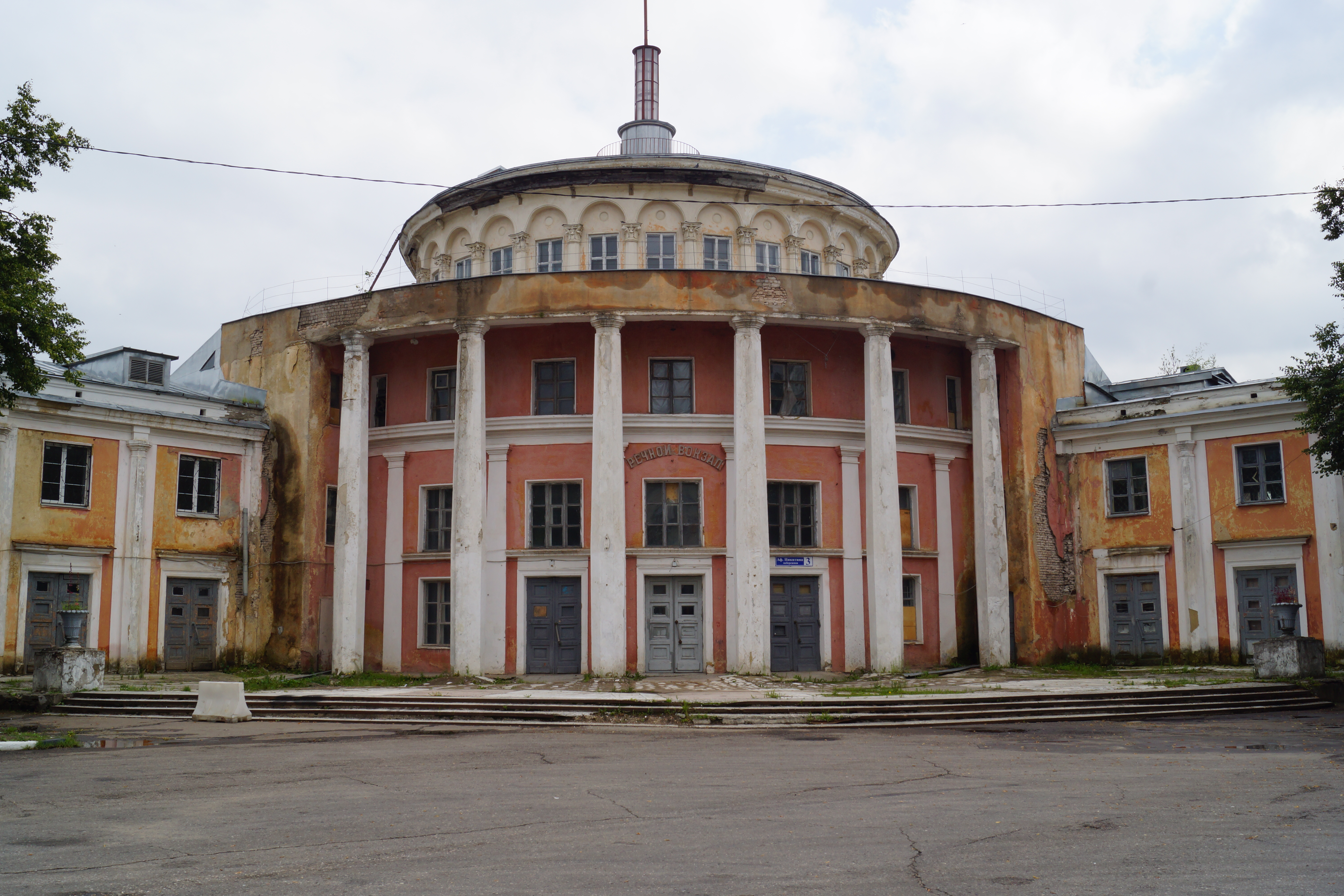
Тверской речной вокзал

Тверской речной вокзал — здание и портовые сооружения Тверского речного порта по обслуживанию речного пассажирского транспорта. Расположен на стрелке рек Волги и Тверцы, на левом берегу Волги выше устья Тверцы, находится по адресу Набережная Афанасия Никитина, д. 3, относится к территории Заволжского района. Считается одним из архитектурных символов города.
Здание на протяжении многих лет не использовалось по назначению и находилось в аварийном состоянии. Капитальный ремонт конструкции никогда не проводился, в результате чего состояние внутренних конструкций в последние десятилетия неуклонно деградировало.
Вечером 7 августа 2017 года произошло частичное обрушение крыши, перекрытий этажей и южной стены здания, общей площадью более 400 м². Несмотря на неоднократные заявления чиновников о существовании планов по восстановлению комплекса и ведению работ по поиску источников финансирования, по состоянию на начало июля 2023 года, здание остаётся разрушенным и находится в заброшенном состоянии: местные власти не приступали к работам, ссылаясь на отсутствие средств в бюджете города и необходимость поиска инвестора. В июне 2024 года здание исключили из реестра объектов культурного наследия.

## Описание
Здание речного вокзала построено в 1938 году (архитекторы Е. И. Гаврилова, П. П. Райский, инженер И. М. Тигранов). Часть комплекса зданий вокзала может находиться на месте одной из построек, входивших в состав уничтоженного в 1930-х годах Отроч монастыря. Персонал, задействованный на стройке, включая архитекторов, относился к Волголагу — исправительно-трудовому лагерю, входящему в состав Дмитровлага, который сам был создан для строительства канала имени Москвы, и подчинялся непосредственно ГУЛАГ.
Вокзал представляет собой трёхэтажное здание с башней и шпилем, симметричными крыльями с арками и балконами, выстроенное в стиле сталинского неоклассицизма, и был построен с расчётом на одновременный прием 550 пассажиров. В период с 1969 по 1975 гг. были сооружены новые причалы длиной около 400 метров.
Речной вокзал принимает экскурсионные и прогулочные суда, в том числе и дальние. До конца 1980-х годов действовали пассажирские линии, соединяющие Тверь с городами на Волге от Ржева до Углича, движение на Ржев прекратилось к началу 1990-х; к началу 2000-х вокзал обслуживал только пригородные теплоходы на Судимирки и Моркино.

В настоящее время причал используется экскурсионными и прогулочными теплоходами; о регулярных маршрутах информации нет. После прекращения эксплуатации в помещениях речного вокзала в разное время располагались Музей воинских традиций и Музей ужасов. 

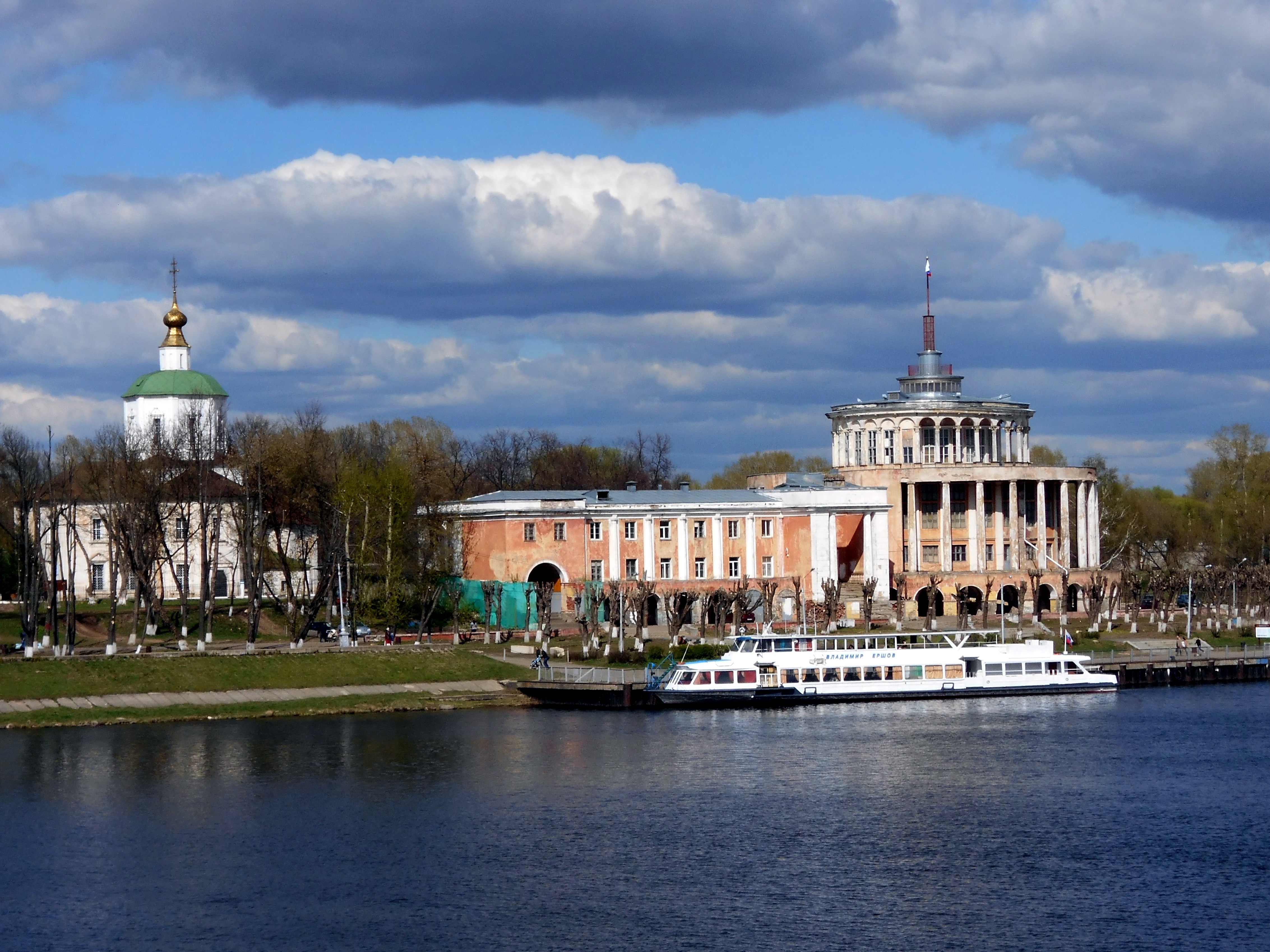
Тверской речной вокзал, вид с Волги

## Центр современного искусства
29 апреля 2011 года в здании речного вокзала был открыт центр современного искусства «Тверца». На открытии присутствовали Дмитрий Зеленин, в то время Губернатор Тверской области, руководитель центра Марат Гельман, художник Андрей Бильжо.
В поддержку данного события в Твери был организован первый фестиваль современного искусства «Верь в Тверь».. Большую часть помещений Речного вокзала заняла экспозиция инсталляций арт-группы Recycle.
С 10 июня 2011 года в центре прошла выставка «Россия для всех». Выставка носила анти-националистический характер. Сам лозунг «Россия для всех» − противопоставление известному лозунгу «Россия для русских». На открытии присутствовали Людмила Михайловна Алексеева, Иосиф Кобзон, Евгений Ясин.
С 5 по 8 июля 2011 года в центре прошел баркамп «SocialCamp 2011», однако после его завершения экспозиция не была восстановлена. По неофициальным данным, это было вызвано тем, что Андрей Шевелев, бывший в то время губернатором Тверской области, отказался финансировать деятельность центра в дальнейшем.

## Обрушение здания

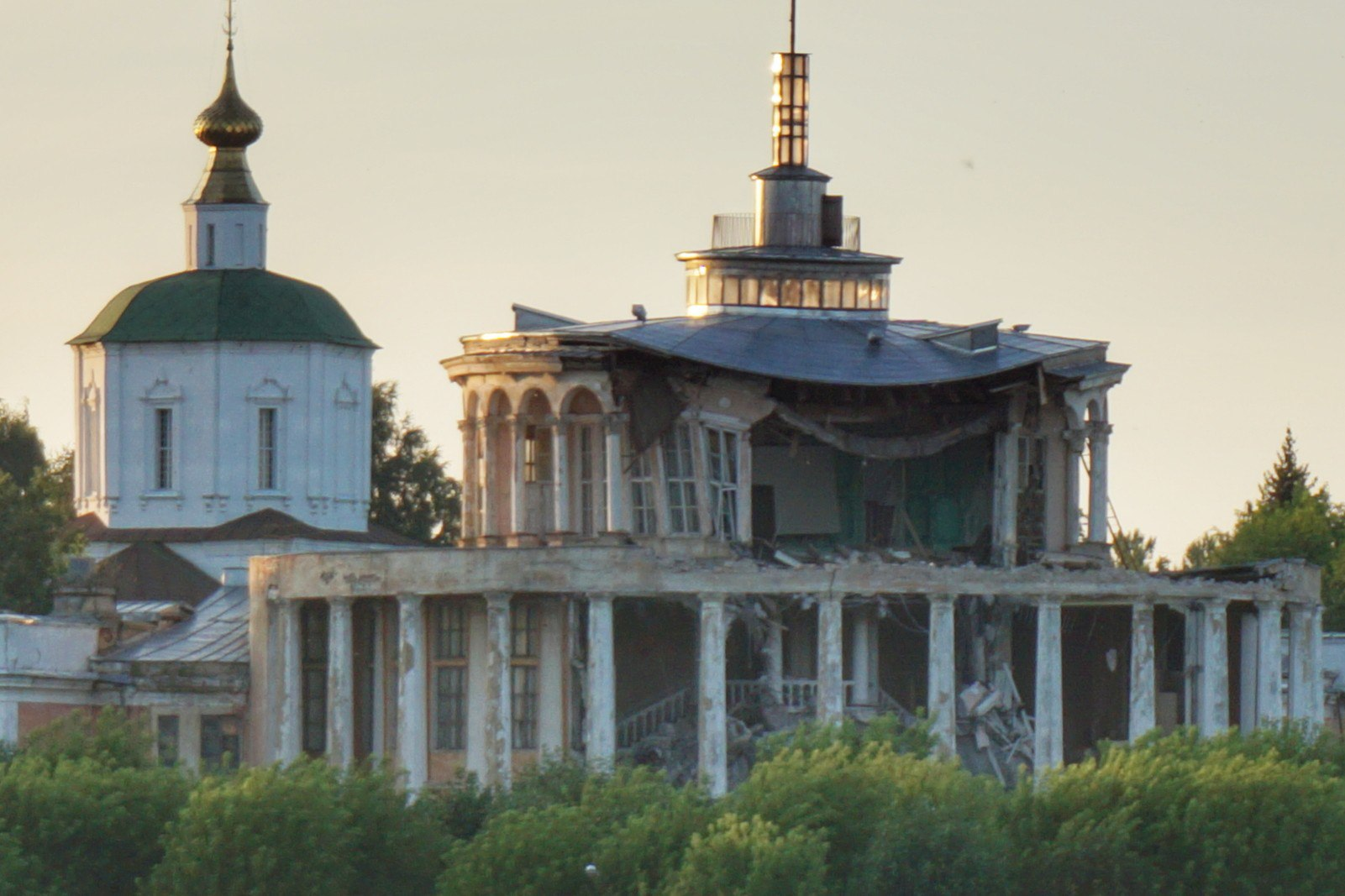
Вид на ротонду Тверского речного вокзала после обрушения

12 сентября 2011 года Марат Гельман провел в Твери пресс-конференцию, на которой рассказал о ситуации вокруг здания речного вокзала и центра современного искусства. В частности он сказал, что «…ситуация не катастрофическая, но входить в зиму в таком состоянии здание не может». Здание Речного вокзала долгое время не ремонтировалось и фактически разрушалось.
Поздно вечером в понедельник, 7 августа 2017, началось обрушение здания. После первых признаков начала обрушения охранники оградили территорию лентой. Пострадавших в результате инцидента не было. В 23:45 обрушились перекрытия и южная стена полукруглой секции. На несущих колоннах перекрытий второго этажа появились трещины. В течение дня 8 августа произошли дальнейшие частичные обрушения конструкции ротонды: разрушились внешние стены верхнего зала и его перекрытия. По факту частичного обрушения здания Заволжским межрайонным следственным отделом Следственного комитета РФ была начата проверка.

## Хронология событий после обрушения

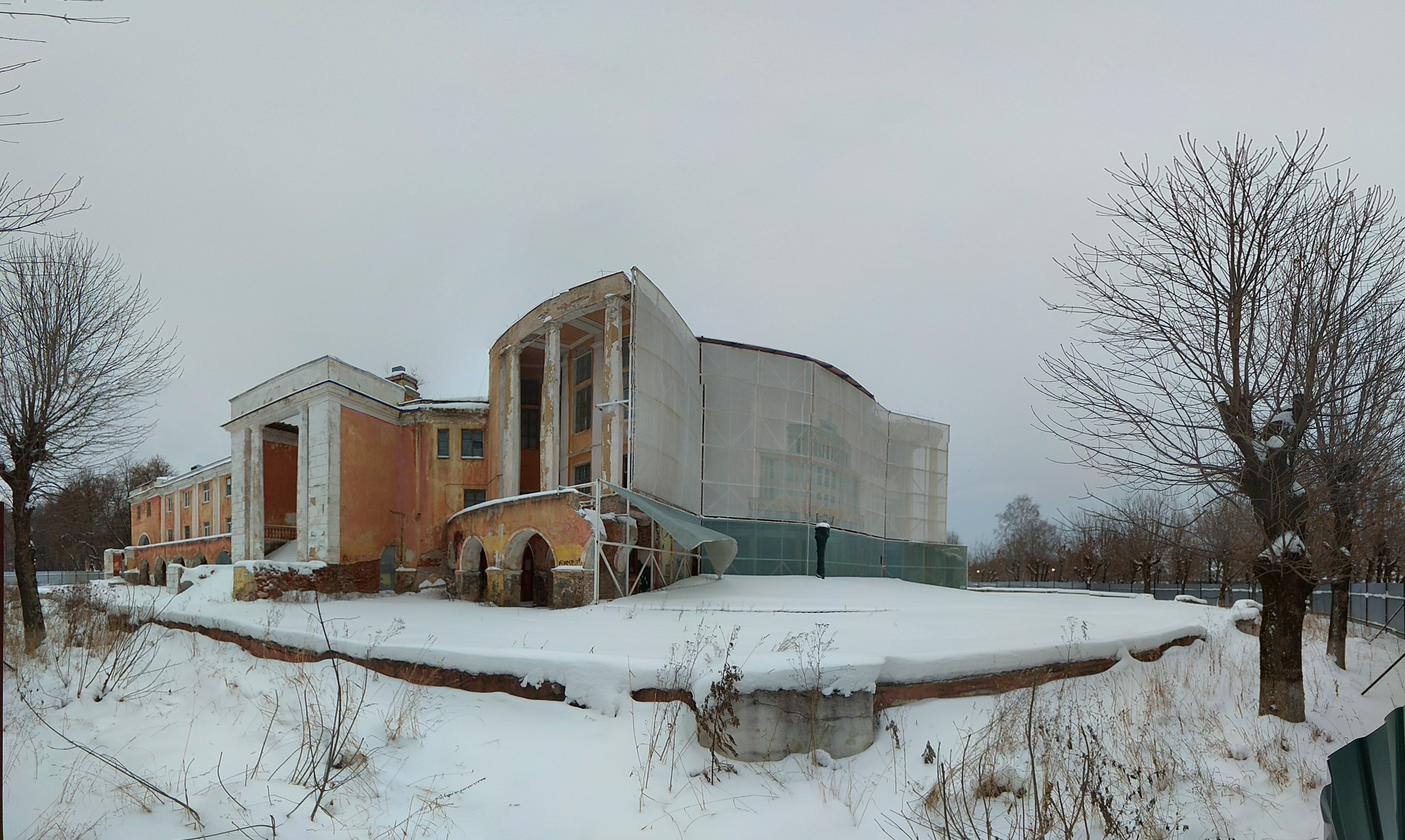
Панорамный вид на южную часть здания Тверского речного вокзала, 12 января 2019 г.

Первый комментарий в связи с фактом обрушения здания вокзала был дан заместителем председателя Правительства Тверской области Андреем Белоцерковским, который сообщил, что «…далее будет проводиться экспертиза, а по её итогам решаться судьба того, что осталось: и если мы хотим его [вокзал] воссоздать, то как это будет делаться, возможно ли восстановление, или это будет полное разрушение постройки и воссоздание из современных материалов».
Начальник Главного управления по государственной охране объектов культурного наследия Тверской области Михаил Смирнов, в свою очередь, заявил, что на данный момент в приоритете находится сценарий реставрации здания, а не его сноса, при этом отметив, что в связи со статусом объекта культурного наследия, присвоенного зданию, он не подлежит перепланировке, что отпугивает потенциальных инвесторов.
Днём 8 августа 2017 г. губернатор Тверской области Игорь Руденя поручил создать рабочую группу, которая должна оценить состояние здания, а также взять под контроль проведение первоочередных аварийно-ремонтных работ и научно-технической экспертизы. 15 августа 2017 г. в сообщении для прессы он заявил, что «Речной вокзал будет восстановлен с сохранением архитектурных форм», для чего к работам будут приглашены столичные эксперты, в числе которых был упомянут член Российской Академии художеств Сергей Оссовский. Относительно того, как в дальнейшем будет использоваться восстановленное здание, глава региона не сделал никаких комментариев по существу, и сообщил, что «этот вопрос будет обсуждаться со специалистами» — при этом отметив, что «здесь [в здании Речного вокзала] не будет никаких ночных клубов и торговых центров». Ориентировочной датой начала восстановительных работ губернатор назвал весну 2018 года.

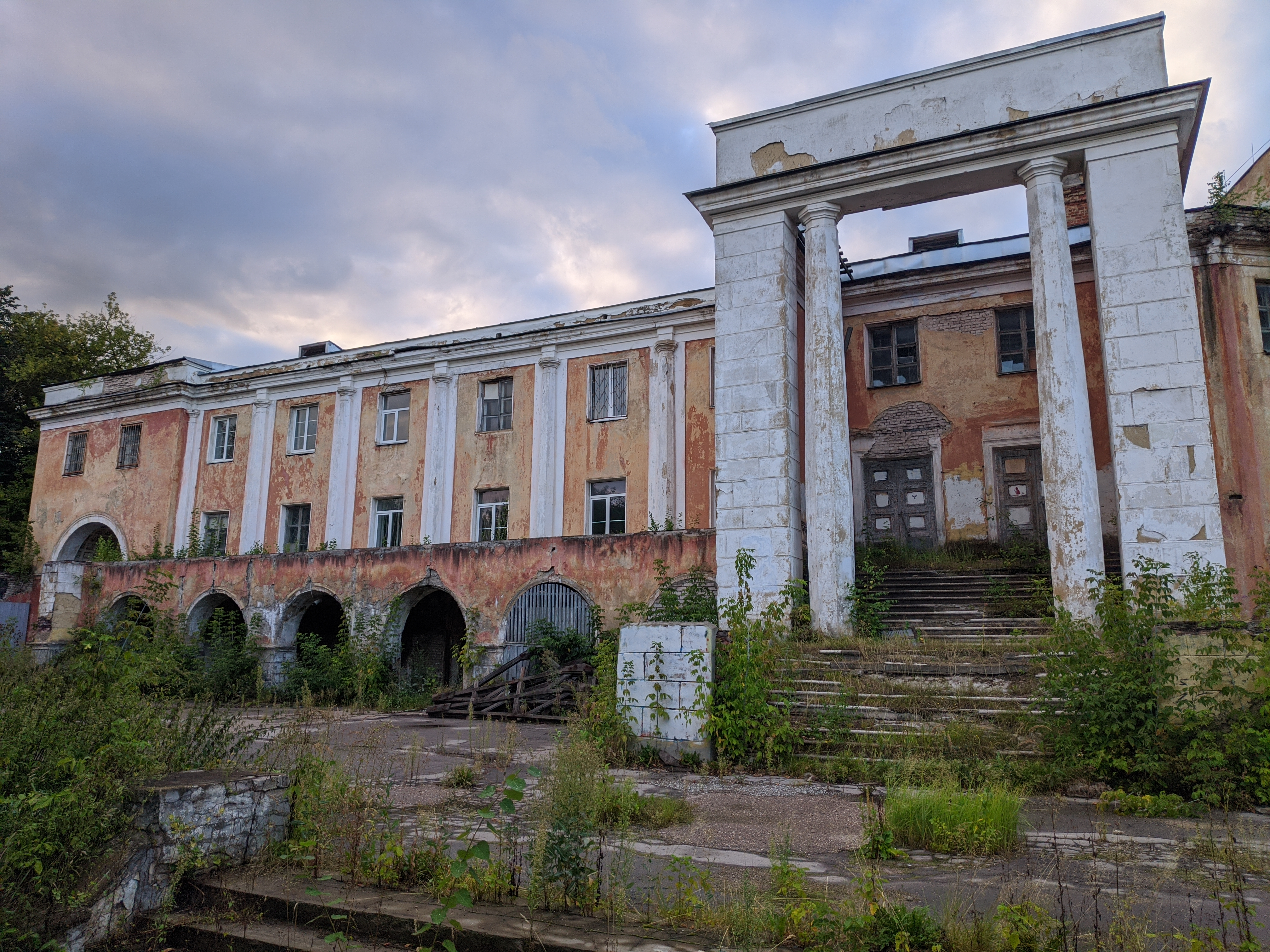
Юго-западная сторона здания Тверского речного вокзала, 16 августа 2020 г.

Галерист Марат Гельман, который в 2011 году пытался открыть в здании вокзала центр современного искусства, 9 августа 2017 г. в интервью «Открытой России» заявил, что убеждён в том, что в обрушении виноваты некомпетентные, по его мнению, местные власти, которые недостаточно активно занимались поиском инвесторов, готовых профинансировать реконструкцию здания. Гельман также предположил, что бездействие чиновников могло быть связано также и с тем, что «они [чиновники] хотели расчистить и построить там свой дворец или торговый центр».
11 августа 2017 г. прокуратура Тверской области сообщила о завершении начатой ранее проверки соблюдения законодательства об объектах культурного наследия местными властями. Согласно её результатам, в деятельности должностных лиц государственных органов и учреждений был выявлен факт ненадлежащего исполнения возложенных обязанностей по обеспечению достаточных и своевременных мер к его сохранности, а также полномочий по осуществлению регионального и государственного надзора в области охраны объектов культурного наследия народов Российской Федерации. Согласно сообщению на сайте прокуратуры, 10 августа на имя заместителя председателя Правительства Тверской области Александра Меньщикова было направлено представление об устранении выявленных нарушений законодательства.

23 августа 2017 г. из материала, опубликованного сайтом Tverigrad, стало известно, что ещё 31 марта 2017 года специальной комиссией в составе восьми человек, включающей в себя представителей ГКУ Тверской области «Тверьоблстройзаказчик» и научно-реставрационного центра «Тверьпроектреставрация», был составлен акт визуального технического осмотра здания вокзала. 

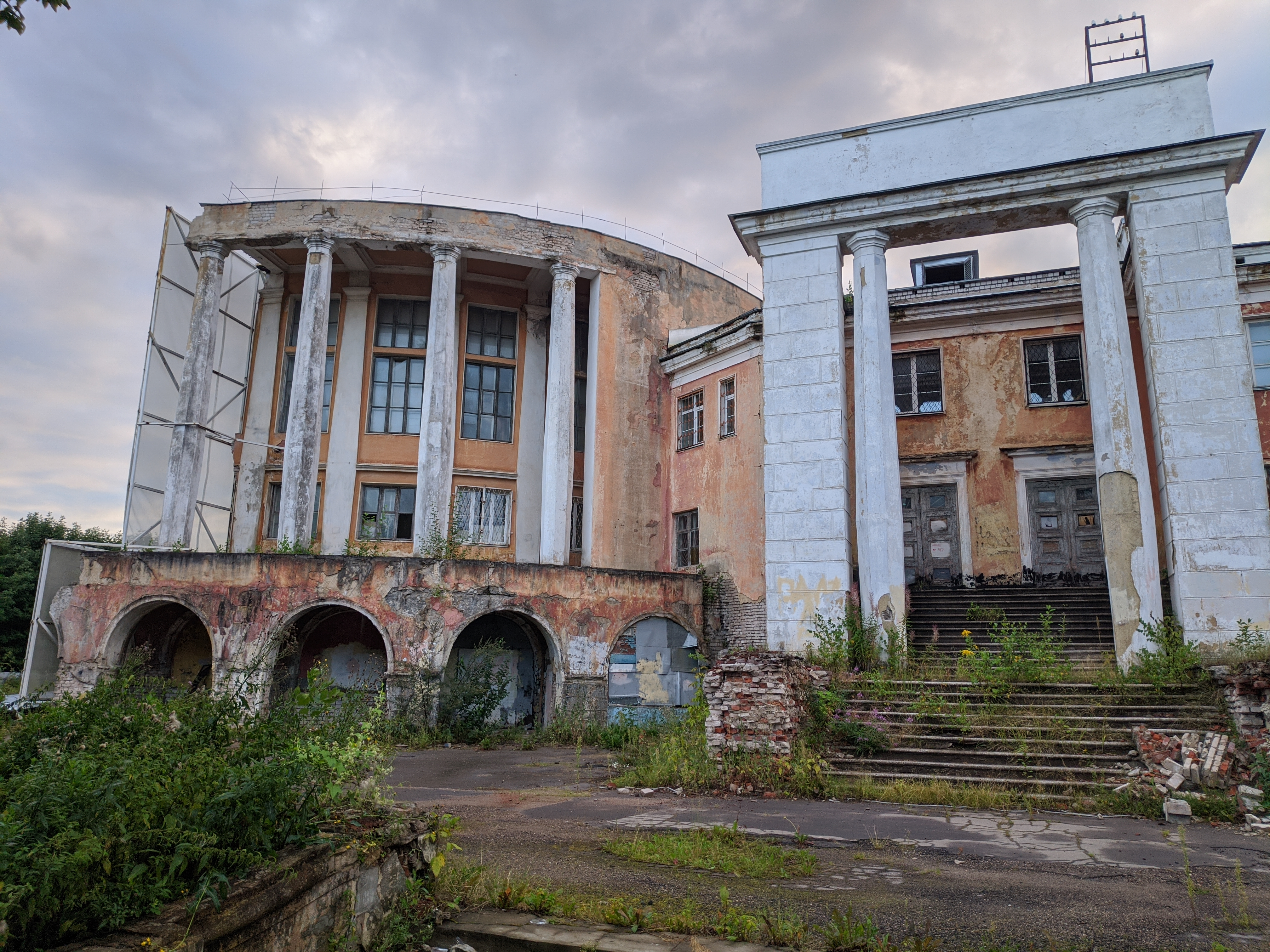
Северо-восточная сторона ротонды Тверского речного вокзала, 16 августа 2020 г.

 Среди прочего, в документе было указано, что многие участки здания находятся в «крайне аварийном состоянии», в том числе и «фасад южной части центральной ротонды, конструкции аркады стилобата, полуарки, ограничивающие сквозные проходы, декоративные элементы бельведера, перекрытия над вторыми этажами крыльев здания» — то есть те самые конструкции, которые и обрушились в ночь с 7 на 8 августа.
Помимо этого, в этой же публикации были представлены фрагменты фотокопий некоторых страниц данного акта, в том числе, ориентировочные сметы на проведение первоочередных противоаварийных мероприятий (~7.5 млн рублей), разработку научно-проектной документации на проведение реставрации (~15 млн рублей), и само проведение ремонто-реставрационных работ (~150 млн рублей). В настоящий момент проведение ремонтно-реставрационных работ, согласно заявлению начальника Главного управления по государственной охране объектов культурного наследия Тверской области Михаила Смирнова, оценивается в 500—600 млн рублей.

## Ход ведения восстановительных работ

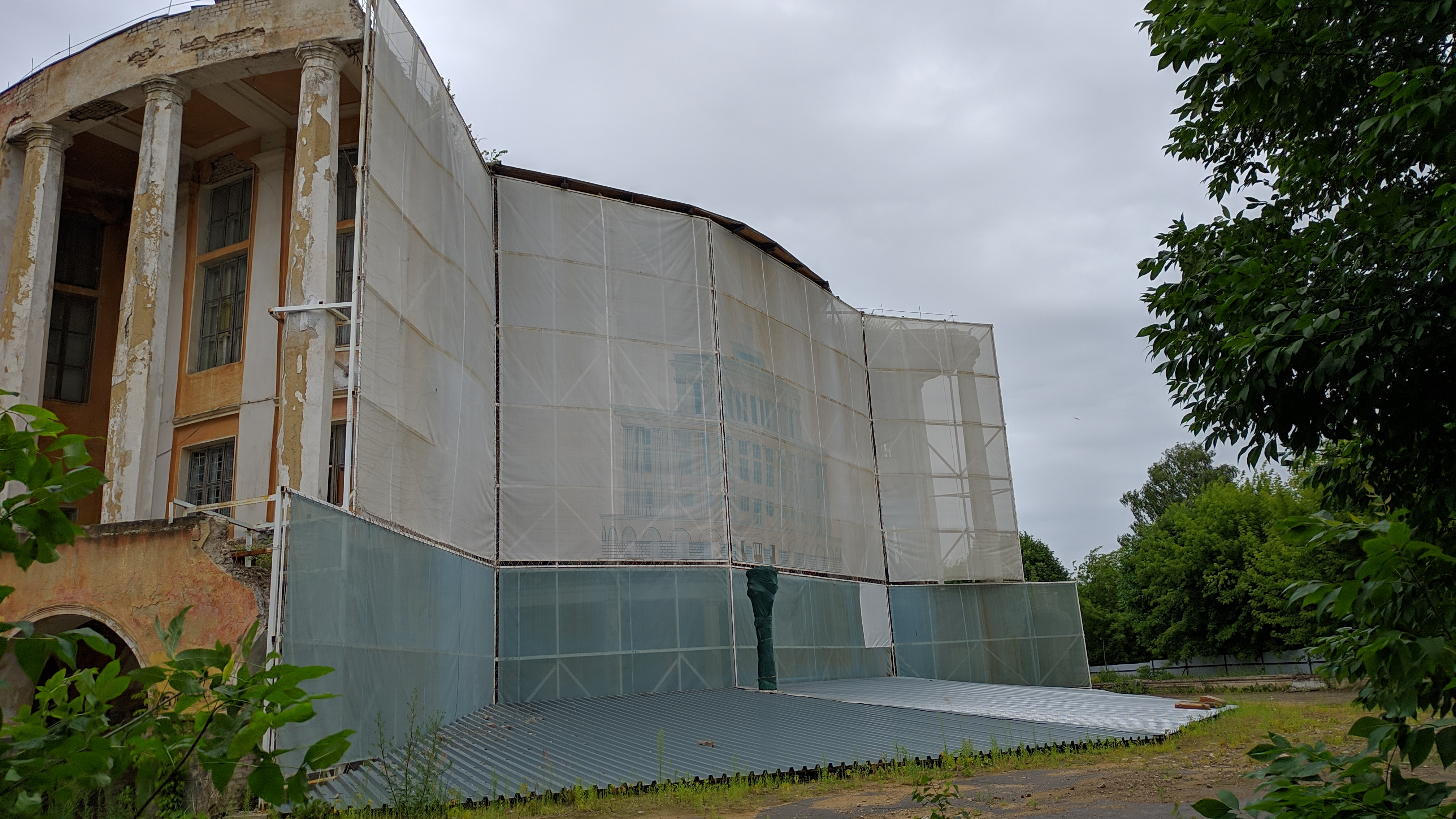
Южная сторона ротонды Тверского речного вокзала, 29 июня 2019 г.

В середине сентября 2017 г. в здании вокзала начались работы по разбору разрушившихся конструкций: на 16 сентября 2017 г. ведётся разбор завала и строительного мусора, был полностью демонтирован шпиль, ранее располагавшийся на крыше разрушившейся ротонды. Ещё в августе здание было отгорожено от набережной, пирса и территории прилегающего к вокзалу парка высоким забором, установленного с целью предотвратить проникновение людей на территорию объекта.
В октябре правительством Тверской области было выделено дополнительно 5.5 млн рублей на проведение противоаварийных работ, вдобавок к 2.3 млн рублей, выделенных в сентябре. К ноябрю 2017 года работы были завершены, здание вокзала было закрыто декоративным баннером. Был произведён демонтаж шпиля, колонн и конструкций бельведера.
2 апреля 2018 года заместитель председателя Тверского регионального отделения Всероссийского общества охраны памятников истории и культуры Александра Смирнова в интервью заявила, что «на тот же речной вокзал […] в бюджете Тверской области на 2018 год не заложено ни копейки».
19 июня 2019 года председатель Тверской городской Думы Евгений Пичуев в ответ на вопрос о дальнейшей судьбе речного вокзала заявил,что «у города нет средств на восстановление […] — нужно искать инвестора, которому будет интересно восстановить вокзал».
22 июля 2019 года на сайте госзакупок от имени ГКУ «Тверьоблстройзаказчик» был размещён лот конкурса на проведение комплексного инженерно-технического исследования двух крыльев (Волжского и Тверецкого) здания вокзала. Согласно условиям лота, максимальная стоимость работ составит 11,26 млн рублей, а результаты исследования должны быть представлены в срок до 20 декабря 2019 года. По информации в местной прессе, на основании результатов этого исследования будет приниматься окончательное решение о том, подлежит ли данное здание восстановлению, или же нет.
При этом, уже 11 декабря 2019 года губернатор Тверской области Игорь Руденя в интервью заявил, что на месте существующего здания речного вокзала планируется возведение нового здания по «новым технологиям», на строительство которого выделено 800 миллионов рублей. В этом же интервью губернатор заявил о том, что параллельно с восстановлением вокзала, запланированы работы по восстановлению части Отроч монастыря, некоторые постройки которого располагались на современной территории комплекса зданий речного вокзала. Губернатор не пояснил, как планируется обойти установленный федеральным законом прямой запрет на снос выявленных объектов культурного наследия народов РФ, который может потребоваться в случае строительства нового здания или восстановления зданий монастыря.
23 июля 2020 года губернатор Тверской области Игорь Руденя вновь заявил о том, что коплекс речного вокзала будет восстановлен в прежнем виде, при этом заявив о том, что первоначальными задачами на данный момент является не работа по восстановлению обрушившихся строений, а поднятие т. н. «нулевой отметки» уровня комплекса относительно уровня реки, а также «сохранение территории для последующих археологических раскопок» на предполагаемой изначальной территории снесённого в 1930-е годы Отроч монастыря. Губернатор также упомянул, что «требуется оформить достаточно много документов» для начала работ, заявив, что это связано со статусом «памятника архитектуры», присвоенным комплексу зданий речного вокзала.
15 июля 2021 года губернатор области в эфире телеканала «Россия 24» сообщил, что вопрос о восстановлении вокзала находится «в компетенции Министерства культуры РФ», отметив, что обсуждение проекта восстановления длится (на момент июля 2021 года) уже два года. Было также упомянуто о наличии денежных средств на реализацию проекта восстановления, а также завершении проведения предпроектных работ.
Одновременно, Игорь Руденя заявил о том, что была создана специальная презентация, демонстрирующая историю места расположения вокзала, и отметил, что планируется не только восстановить речной вокзал, но также проводить исторические изыскания и восстановление Отроч монастыря. Губернатор не упомянул о том, в каком виде и в каком объёме будут производиться восстановительно-реставрационные работы речного вокзала или монастыря, и не назвал приблизительных или конкретных сроков их начала.